# Horace Grant
Horace Junior Grant (ur. 4 lipca 1965 w Auguście) – amerykański koszykarz grający na pozycji silny skrzydłowy (power forward), czterokrotny mistrz NBA: trzy razy z drużyną Chicago Bulls (1991–1993), a raz z Los Angeles Lakers (2001).
Ukończył studia na Uniwersytecie w Clemson, a następnie został wybrany z numerem 10. w drafcie NBA przez drużynę Chicago Bulls w 1987. Stanowił trzon pierwszego mistrzowskiego składu Chicago, jako doskonały obrońca i specjalista od zbiórek. W 1994 wzmocnił młodą drużynę Orlando Magic, z którą dotarł do finału ligi w 1995. Od 1999 często zmieniał kluby, grając kolejno w Seattle SuperSonics, Los Angeles Lakers (mistrzostwo NBA w 2001), powtórnie Orlando Magic i jeszcze raz Lakers, gdzie w 2004 zakończył karierę.
Ma brata bliźniaka Harveya, także byłego gracza NBA.

## Osiągnięcia
NCAA
- Zawodnik Roku Konferencji ACC (1987)[1]
- Wybrany do:
  - II składu All-American (1987)[2]
  - składu ACC’s 50th Anniversary Team (1987)[3]
  - Galerii Sław Sportu Karoliny Południowej - South Carolina State Hall of Fame (2010)[3]
- Lider konferencji ACC w punktach, zbiórkach oraz skuteczności z gry (1987)[3]

NBA
- 4-krotny mistrz NBA (1991-1993, 2001)[4]
- 2-krotny wicemistrz NBA (1995, 2004)[4]
- Uczestnik meczu gwiazd NBA (1994[a])[6]
- 4-krotnie wybierany do II składu defensywnego NBA (1993-1996)[7]